# Hermandad de las Candelas (San Fernando de Henares)
La Hermandad de Jesús Yacente del Perdón y Purificación de Nuestra Señora, conocida popularmente como la Hermandad de las Candelas, es una cofradía de liturgia católica que tiene su sede en la iglesia de la Purificación de Nuestra Señora de San Fernando de Henares (Madrid).

## Orígenes
Las primeras noticias que tenemos de la hermandad datan del año 1792, según documento depositado en el Arzobispado de Toledo, donde se procede a la aprobación de sus estatutos. La hermandad entonces recibe el nombre de “Hermandad del Santísimo Sacramento, Nuestra Señora en el Misterio de su Purificación y Benditas Animas del Purgatorio”. Era una hermandad formada por los empleados de la administración de la antigua Real Fábrica de Paños que el Rey Fernando VI instala en el municipio. Poco a poco se van sumando empleados de la fábrica, y habitantes del municipio. Se trataba de una hermandad exclusiva de hombres, en la que no tenían cabida las mujeres.
La hermandad sigue el curso normal en su historia, teniendo documentación fotográfica de los años 1904 y 1914, en la que se observan procesiones delante de la Real Fábrica, a la que estaba adosada la antigua Parroquia de la Purificación de Nuestra Señora. Se supone que esta hermandad siguió funcionando como tal hasta la guerra civil. Durante este episodio se pierde toda la documentación y archivo de la hermandad al ser destruida la parroquia.
Por los estatutos de la Hermandad de la Soledad, fundada en 1921, sabemos que el cura párroco de entonces D. Jesús García González, pide a esta hermandad que se ocupe del culto de Nuestra Señora, con lo cual se deduce que la Hermandad antigua ya se había extinguido.
Por otro lado existió en el municipio una hermandad llamada “Nazarenos de Jesús del Perdón y de Nuestra Señora de la Soledad”, de la que  se disgrega la Hermandad de la Soledad, quedando únicamente los cofrades del Cristo del Perdón, conservándose unos estatutos de dicha hermandad sin fechar pero anteriores al 1921, en los que se nombra todavía a Nuestra Señora de la Soledad como titular de dicha hermandad. 
Con el paso del tiempo la Hermandad de Jesús del Perdón poco va perdiendo empaque de forma que en los años 70 ya ha desaparecido. La hermandad de la Soledad se refunda en 1992, según estatutos conservados y aprobados civilmente.

## La hermandad en la actualidad
A finales de los años 80, un grupo de feligreses se reúnen en la parroquia y se baraja la posibilidad de refundar la antigua hermandad de las Candelas, con el fin de no perder semejante patrimonio cultural y se decide incorporar a esta la antigua del Cristo del Perdón.
A comienzos de los noventa se procede a redactar los estatutos que desde entonces regirán a la nueva hermandad y en el año 1994, el Sr. Obispo de Alcalá de Henares D. Manuel Ureña Pastor los aprueba.
Se tata de una hermandad mixta en el que pueden entrar a formar parte todas las personas que estén bautizadas y sean miembros practicantes de la religión católica.
Como consecuencia de la adaptación a los nuevos estatutos ordenados por el Obispado de Alcala, la hermandad tiene el trámite de aprobación de los nuevos estatutos en los que se indicará el origen sacramental de la misma.
Al estar próximo el 225 aniversario de su fundación y coincidiendo en el tiempo con el primer centenario de la Hermandad de la Soledad y el 50 aniversario de la inauguración de la nueva parroquia, se está trabajando en el proyecto de una exposisción en la que se involucran los tres entes citados y con la colaboración de todos los habitantes del municipio, aportando testimonios orales, fotográficos y documentación de todo tipo.

## La fiesta en la antigüedad
Llegado el tiempo de la poda, los quintos del municipio preparaban una enorme hoguera a la que se añadían los muebles y trastos viejos de los vecinos. La víspera del 2 de febrero se encendía la “iluminaria”, como así se llamaba a esta hoguera y se celebraba baile alrededor de ella con los quintos acompañados por todos los habitantes del municipio.
En un momento de la velada se iba a la Iglesia a cantar la Salve a Nuestra Señora y continuaba la fiesta hasta altas horas de la madrugada.
Por testimonios orales sabemos que la hoguera era tan grande que podía estar encendida varios días, recogiendo los vecinos las brasas para hacer braseros y llevarlos a sus casas.

## La imagen de María
El culto a la advocación de la Purificación de Nuestra Señora “Virgen de las Candelas”, ya se daba en el antiguo germen del actual municipio. 
La imagen antigua se perdió durante la Guerra Civil, al igual que todas las demás, ya que fueron quemadas en la hoguera. Se sabe por documentos escritos que existían dos imágenes, una grande que se encontraba en el altar mayor de la antigua parroquia y otra más pequeña y que salía en andas.
Poseemos documentación fotográfica del año 1904 sobre las características de esta imagen. Era una imagen barroca, con el niño en los brazos. La imagen salía en procesión rodeada por un arco de flores y llevada en andas por los hombres del municipio.
La actual no se sabe bien su fecha de entrada en la parroquia, pero en 1954 ya se cita su permanencia en la parroquia. Es una imagen donada a esta por una feligresa.
Se trata de una imagen que procede de los talleres de Olot (Gerona). Con tintes barrocos y envejecida posteriormente para una mayor realismo, representa a María, vestida de túnica blanca y manto azul, en el momento de su purificación y la presentación de Jesús en el Templo, como mandaba la ley de Moisés. En la mano izquierda lleva a Jesús, vestido igualmente con túnica blanca, el niño lleva los brazos abiertos, en señal de acogida a la humanidad, con las manos hace el gesto de bendecir al pueblo. María en su mano izquierda lleva  una vela, que es encendida durante las procesiones, símbolo de la luz que porta, la luz del mundo que profetiza Simeón, Luz de las Naciones según nos narra Lucas. De aquí viene el nombre con el que popularmente se conoce a la hermandad “Las candelas”, María es el candelero que porta la Luz.

## La imagen del Señor
Igualmente es una imagen de los talleres de Olot, y llega a la parroquia en el año 1957, según inscripción que se encuentra en la imagen en la que podemos leer esta fecha así como el nombra de la donante, igualmente  una feligresa de la parroquia.
Representa a Jesús Yacente, en el sepulcro, en el que se observan las marcas de la pasión. El cuerpo sereno del Señor yace sobre una cama de piedra y reposa su cabeza sobre un cojín de seda rojo perfectamente tallado. El color mortecino del cuerpo acentúa más si cabe el momento del entierro del Señor. Trabado según gustos barrocos para despertar y motivar la piedad popular a través de la imagen del sufrimiento y el dolor.

## Emblemas
- Medalla.- en metal plateado se representa la Santa Cruz sobre monte Calvario, toda ella rodeada por una corona de laurel, como símbolo del triunfo de la vida sobre la muerte. La corona de laurel se remata en la parte superior con el emblema mariano del Ave María y sobre este una corona real, aludiendo al título del municipio. La medalla es fabricada ex profeso para la hermandad en los talleres valencianos de la cerería Virgen de los Desamparados, el diseño de la misma es según los gustos de la hermandad, de manera que refleja fielmente el espíritu de la misma. Lleva un cordón granate y oro, colores oficiales de la hermandad.

- Guion.- Sobre paño blanco bordado en seda y oro se observa una cruz con un sudario morado en el que se puede leer “Cristus vincit morti”. “Cristo vence a la muerte”. El guion se confecciona sobre la antigua casulla de D. Jesús García González, antiguo párroco. esta casulla fue la utilizada en su ordenación y donó gustosamente a la hermandad para fábricas este ornamento de la hermandad.

- Estandarte de la virgen.- sobre paño blanco bordado en oro y seda se observa la fotografía de Nuestra Señora y en la parte posterior se puede leer “Hermandad de las Candelas- San Fernando de Henares”.  El  estandarte, procedente del Convento, adaptado para la titular de la Hermandad. No se sabe fielmente la antigüedad del mismo, pero posiblemente fuera el utilizado por las antiguas monjas de la congregación del Buen Pastor.

- Estandarte del Señor.- Se tiene en proyecto su elaboración sobre terciopelo rojo y bordado en oro, se observará la foto de medio cuerpo de Jesús Yacente del Perdón y en la parte posterior como reminiscencia de la antigua hermandad la leyenda “ Padre perdónalos”.

- Hábito de la Hermandad.- Dado el gran interés que muchos hermanos tienen para que la hermandad haga su estación procesional del Viernes Santo vestidos con el hábito de nazareno, se trabaja en el proyecto de realizar dichos hábitos. El hábito es de color granate, con cíngulo dorado, se completa con una capa negra. Se está tratando el tema de ir con la cabeza tapada o al descubierto.

## Número de hermanos
102

## Actos de la hermandad
- Procesión de las Candelas. 2 de febrero. La procesión al no ser día festivo en el municipio se traslada al primer fin de semana de febrero, durando dicha fiesta todo el fin de semana.

- Sábado antes de Ramos. Oración dirigida a todos los hermanos con el fin de preparar la Semana Santa.

- Turnos de Vela ante el monumento en la noche del Jueves Santo. recordadno el origen sacramental de la hermandad.

- Turnos de Adoración ante la Santa Cruz en la tarde del Viernes Santo.

- Procesión del Santo Entierro con la imagen del Señor en la noche del Viernes Santo y junto a Nuestra Señora de la Soledad, titular de la hermandad del mismo nombre.

- Procesión de San Fernando 30 de mayo, patrón del  municipio, junto con la Hermandad de la Soledad y la parroquia se organiza el desfile procesional del Patrón, es el momento en que San Fernando de Henares celebra sus fiestas.

- Con motivo de la festividad de la Exaltación de la Santa Cruz del día 14 de septiembre, la hermandad celebra el segundo sábado de septiembre una oración ante la cruz y que coincide en el tiempo con la festividad de Nuestra Señora de la Soledad el segundo domingo de septiembre.

- Como consecuencia del compromiso de esta hermandad con los enfermos y por iniciativa de la misma, en la parroquia se celebra en martes alternos una oración por todos los enfermos, a vierta a toda la comunidad parroquial.

## Objetivos de la hermandad
- Difundir de palabra y obra el Evangelio.

- Difundir de palabra y obra el Dogma Mariano, en cualquiera de sus advocaciones, especialmente la de la Purificación de Nuestra Señora.

- Asistencia  a enfermos y ancianos por medio de los miembros de la hermandad en todas sus variantes:

1. Asistencia sacramental. (llevarles la comunión, sobre todo el Jueves Santo)
2. Ayuda domiciliaria mediante la oración y/o compañía.
3. Gestión de documentación de cualquier índole.
4. Ayuda hospitalaria.
5. Grupos de oración por los enfermos, así como varias oraciones comunitarias durante el año para tal fin.

Casi un 80% de los miembros de la Hermandad son cooperantes en las distintas actividades y parcelas de la comunidad de la Purificación de Nuestra Señora, estando hermanos colaborando en actividades como:
- Consejo Pastoral.
- Grupos de catequesis.
- Grupos de Pastoral Familiar. (cursillos prematrimoniales y bautismales)
- Grupos de limpieza en la parroquia.
- Coro parroquial.
- Atención a despacho parroquial.
- Caritas.